# 페그 엔트위슬
페그 엔트위슬(Millicent Lilian "Peg" Entwistle, 1908년 2월 5일 ~ 1932년 9월 16일)은 영국 웨일즈의 포트탤벗 출신의 배우이다. 1925년에 브로드 웨이에 데뷔하여 몇 편의 연극에 출연했다. 그녀의 사후에 개봉한 Thirteen Women은 그녀가 연기한 유일한 영화이다. 1927년 4월에는 미국의 영화배우 로버트 키스(Robert Keith)와 결혼했으며 1929년 5월, 이혼했다.

## 사망
1932년 9월 16일 당시 24살의 나이의 페그 엔트위슬은 미국 캘리포니아주 로스앤젤레스에 있는 할리우드 사인(당시 HOLLYWOODLAND)의 'H'자에 사다리를 타고 올라가 투신 자살하였다. 사고 발생 이틀 후, 1932년 9월 18일 할리우드 힐스에서 하이킹을 하던 한 여성은 여성의 것으로 추정되는 신발과 지갑, 재킷을 발견했다. 그녀는 지갑을 열어 유서를 발견했으며 산 아래에 있던 시체를 발견하고 로스앤젤레스 경찰서에 신고하였다. 처음에
경찰은 비치우드 캐니언 지역에 살던 페그 엔트위슬의 삼촌이 유해를 확인하기 전까지 그 유해의 신원을 확인하지 못했다. 페그 엔트위슬의 삼촌은 신문에 실렸던 유언에 페그 엔트위슬의 머리글자인 'PE'가 적힌 것과 이틀간 그녀가 돌아오지 않은 것을 의심하여 혹시나 하는 마음에 유해를 확인하였고 이를 단서로 경찰은 그 유해가 페그 엔트위슬임을 알게 되었다.
"I am afraid, I am a coward. I am sorry for everything. If I had done this a long time ago, it would have saved a lot of pain. P.E."
"나는 겁이 난다, 나는 겁쟁이다. 모든 것에 대해 유감이다. 오래 전에 이렇게 했었다면 고통이 많이 덜어졌을 텐데. P.E."
- 페그 엔트위슬의 유언장

경찰은 사인과 사건 배경 등을 조사했다. 그녀의 삼촌은 사고 당일인 9월 16일 금요일에 페그 엔트위슬이 친구들과 약국에 간다고 자신에게 말했다고 진술하였다. 사인은 투신으로 인한 '다발성 골반 골절'이었으며 그녀의 시신은 화장되었다. 1932년 9월 20일 그녀의 장례식이 치러졌으며 1933년 1월 5일 오크힐 묘지에 있는 그녀의 아버지 옆에 안장되었다.
그 후 할리우드 간판에서 1930년대 옷차림을 한 금발 여인 형체의 유령이 목격된다는 소문이 돌았고 유령이 다녀간 뒤에는 치자꽃 향기가 난다는 소문도 있었다. 사람들은 그 유령이 아마 페그 엔트위슬이라고 추정하였다. 또한 당시 'HOLLYWOODLAND'였던 간판이 불길한 숫자로 인식되는 13개의 글자로 되어있어 후에 뒤에 'LAND' 4글자를 철거하여 지금의 9자의 할리우드 간판(HOLLYWOOD)이 되었다는 설도 있다.